# (13924) 1986 PE1
(13924) 1986 PE1 est un astéroïde de la ceinture principale d'astéroïdes découvert en 1986.

## Description
(13924) 1986 PE1 a été découvert le 1er août 1986 à l'observatoire Palomar, situé au nord de San Diego en Californie, par Eleanor Francis Helin.

### Caractéristiques orbitales
L'orbite de cet astéroïde est caractérisée par un demi-grand axe de 2,44 UA, un périhélie de 2,20 UA, une excentricité de 0,010 et une inclinaison de 8,40° par rapport à l'écliptique. Du fait de ces caractéristiques, à savoir un demi-grand axe compris entre 2 et 3,2 UA et un périhélie supérieur à 1,666 UA, il est classé, selon la JPL Small-Body Database, comme objet de la ceinture principale d'astéroïdes.

### Caractéristiques physiques
(13924) 1986 PE1 a une magnitude absolue (H) de 14,0 et un albédo estimé à 0,457.